# Udpcast
Udpcast (scris și UDPCast) este un utilitar care permite transferul de fișiere pe mai multe calculatoare simultan, folosindu-se de capabilitățile de multicast ale standardului Ethernet. În acest fel, fișierele sunt trimise numai o dată și ajung la un număr teoretic nelimitat de calculatoare. Este foarte potrivit pentru instalarea acelorași sisteme de operare și programe pe toate calculatoarele dintr-o clasă sau birou. Pentru a funcționa instalarea sistemelor de operare este necesar ca toate calculatoarele să aibă aceeași configurație hardware (inclusiv aceeași partiționare a hard-diskurilor). Portul implicit folosit pentru trimiterea informațiilor este 9000.
Programul este distribuit sub licența GPL v2, deși anumite părți se află sub licența BSD.